# Wahlkreis Leipzig I
Der Wahlkreis  Leipzig I war ein Landtagswahlkreis zur Landtagswahl in Sachsen 1990, der ersten Landtagswahl nach der Wiedergründung des Landes Sachsen. Er hatte die Wahlkreisnummer 5. Für die Landtagswahlen 1994 wurde auch infolge der Kreisreform die Wahlkreisstruktur verändert, zudem wurde die Zahl der Wahlkreise von 80 auf 60 verringert. Das Gebiet des Wahlkreises Leipzig I wurde Teil einer der sechs Wahlkreise auf Leipziger Stadtgebiet.
Das Wahlkreisgebiet umfasste den Stadtbezirk Mitte I mit den Wohnbezirken 115–130 und den Stadtbezirk West I mit den Wohnbezirken 702–729.

## Ergebnisse
Die Landtagswahl 1990 fand am 14. Oktober 1990 statt und hatte folgendes Ergebnis für den Wahlkreis Leipzig I:
| Direktkandidat   | Partei (Kürzel) | Erststimmen (%) | Zweitstimmen (%) |
| ---------------- | --------------- | --------------- | ---------------- |
|                  | DA              | –               | 00,5             |
| Joachim Dirschka | CDU             | 35,8            | 38,4             |
|                  | Chr. L          | –               | 00,2             |
|                  | DBU             | 00,4            | 00,4             |
|                  | DSU             | 03,4            | 02,5             |
|                  | F.D.P.          | 09,0            | 06,9             |
|                  | LL-PDS          | 12,2            | 12,4             |
|                  | NPD             | –               | 00,5             |
|                  | FORUM           | 12,9            | 09,7             |
|                  | RAP             | –               | 00,0             |
|                  | SHB             | –               | 00,0             |
|                  | SPD             | 26,3            | 28,4             |

Es waren 55.776 Personen wahlberechtigt. Die Wahlbeteiligung lag bei 65,7 %. Von den abgegebenen Stimmen waren 2,0 % ungültig. Als Direktkandidat wurde Joachim Dirschka (CDU) gewählt. Er erreichte 35,8 % aller gültigen Stimmen.